# Dacryodes macrophylla
Dacryodes macrophylla är en tvåhjärtbladig växtart som först beskrevs av Daniel Oliver, och fick sitt nu gällande namn av Herman Johannes Lam. Dacryodes macrophylla ingår i släktet Dacryodes och familjen Burseraceae. Inga underarter finns listade i Catalogue of Life.